# Lough Corrib
Lough Corrib (Iers: Loch Coirib) is het  grootste meer in de Republiek Ierland, en het op een na grootste meer van het gehele eiland. Het is een lang maar relatief smal meer in het graafschap Galway. Het meer is het laatste meer dat wordt doorkruist door de gelijknamige rivier de Corrib.